# Maarschalk-generaal van Frankrijk

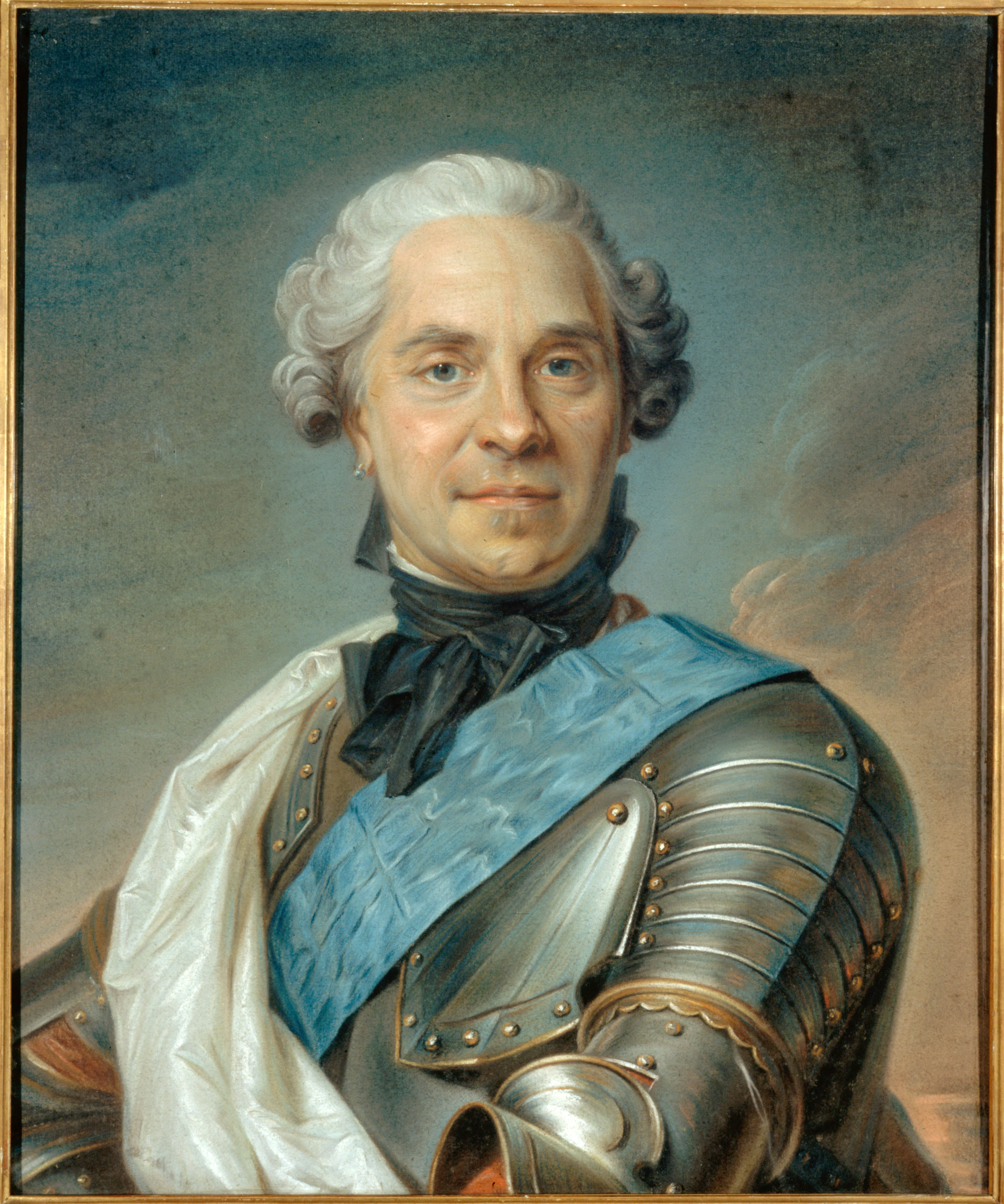
Maurits van Saksen

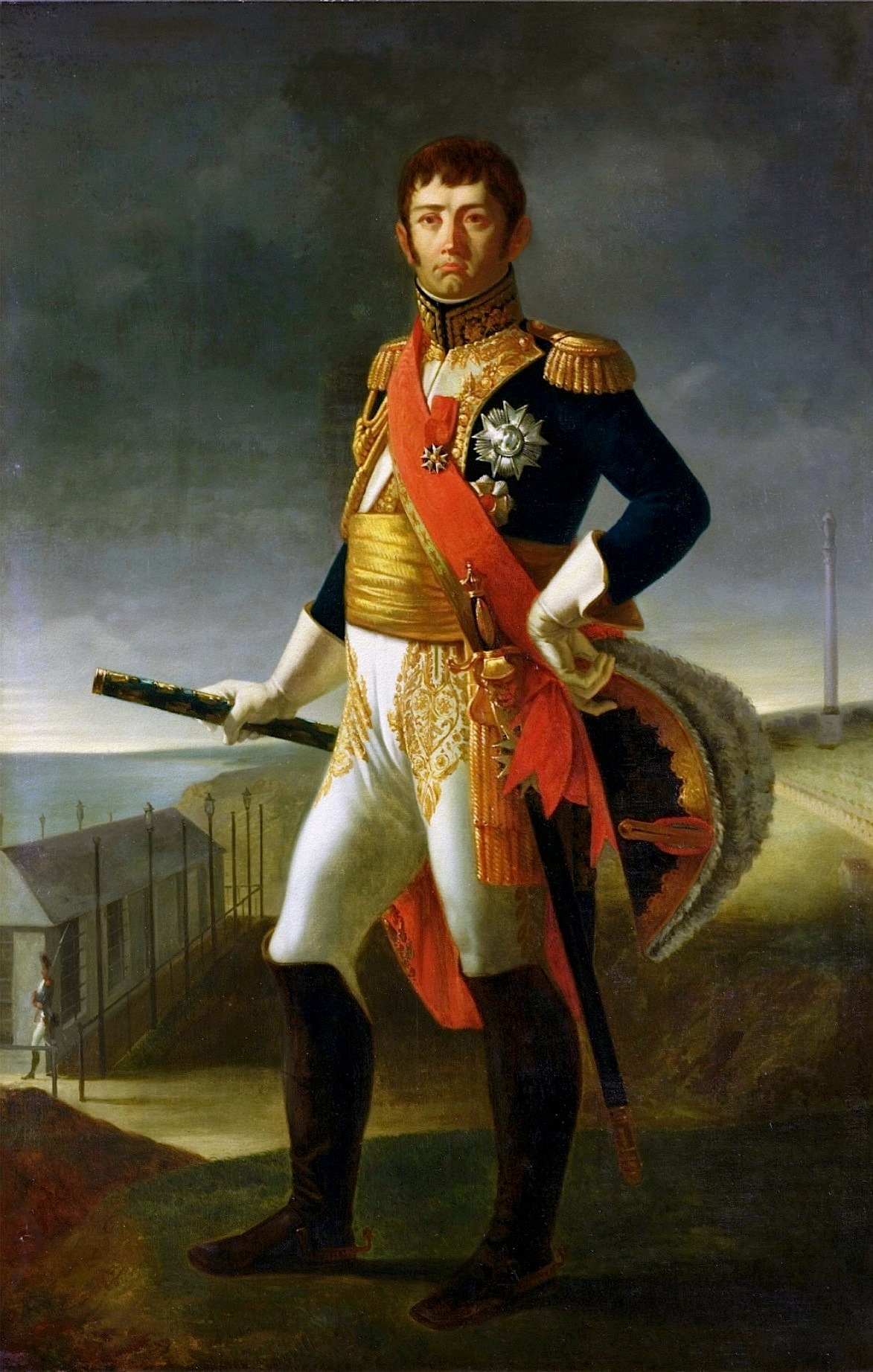
Nicolas Jean-de-Dieu Soult

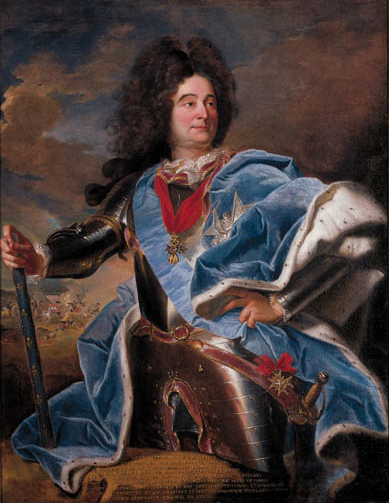
Claude Louis Hector de Villars

Maarschalk-generaal van Frankrijk (Frans: Maréchal general des camps et armées du roi) was een titel die werd gegeven om aan te geven dat de ontvanger gezag had over alle Franse legers, in de tijd dat een maarschalk van Frankrijk gewoonlijk slechts één leger bestuurde. Alleen een maarschalk van Frankrijk kon worden benoemd tot maarschalk-generaal. Hieraan kon behoefte bestaan, als het ambt van Connétable van Frankrijk reeds bezet, dus niet beschikbaar was en nadat het was afgeschaft. 
Terwijl een maarschalk gewoonlijk slechts het bevel voert over één leger, kan een maarschalk-generaal het bevel voeren over alle legers van de koning, precies zoals een connétable.

## Lijst van maarschalken-generaal van Frankrijk
Er zijn slechts zes personen tot maarschalk-generaal van Frankrijk benoemd, waarvan vijf tijdens het ancien régime. Hiervan is één persoon een jaar later alsnog bevorderd tot Connétable van Frankrijk.
De vijf in het pre-revolutionaire absolutistische koninkrijk:
- Charles de Gontaut-Biron (1562-1602):
  - Admiraal van Frankrijk 1592
  - Admiraal & maarschalk 26 januari 1594
  - Onduidelijk wanneer bevorderd tot maarschalk-generaal
  - geëxecuteerd in 1602
- François de Bonne de Lesdiguières (1543-1626):
  - Maarschalk 27 september 1609
  - Maarschalk-generaal 30 maart 1621
  - Connétable van Frankrijk 6 juli 1622
- Hendrik de La Tour d’Auvergne (Turenne) (1611-1675):
  - Maarschalk 16 november 1643
  - Maarschalk-generaal 4 april 1660
- Claude Louis Hector de Villars (1653-1734):
  - Maarschalk 20 oktober 1702
  - Maarschalk-generaal 18 oktober 1733.
- Maurits van Saksen (1696-1750):
  - Maarschalk 26 maart 1744
  - Maarschalk-generaal 12 januari 1747

Een persoon onder het Huis Orléans:
- Nicolas Jean-de-Dieu Soult (1769-1851):
  - Maarschalk van het Rijk 19 mei 1804
  - Maarschalk-generaal 15 september 1847